# Sisakteknősfélék

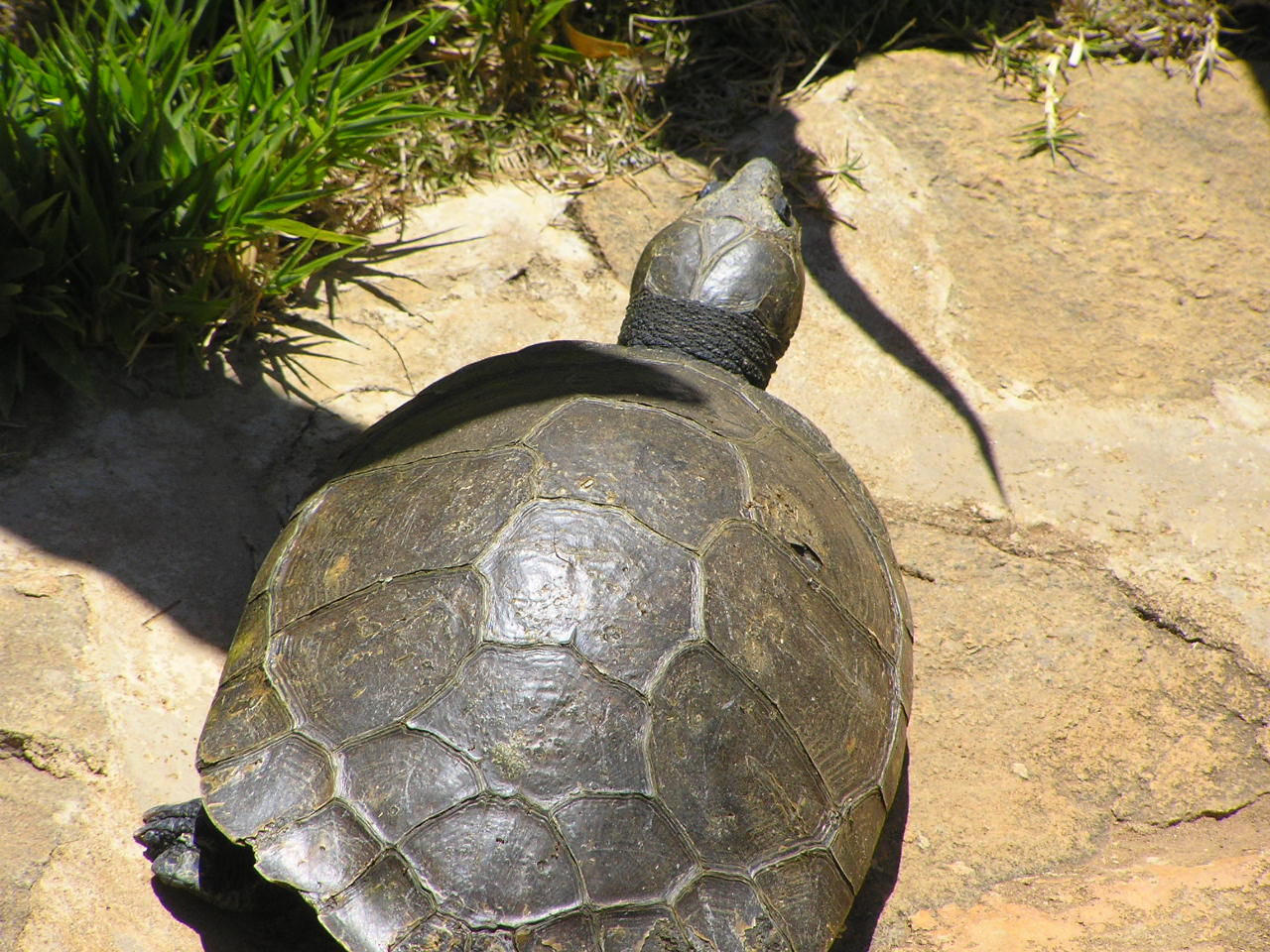
Madagaszkári folyamteknős (Erymnochelys madagascariensis)

A sisakteknősfélék (Pelomedusidae) a hüllők (Reptilia) osztályába és a teknősök (Testudines) rendjébe tartozó család

## Előfordulásuk
Afrika forró égövi és déli vidékeinek, Madagaszkárnak és Dél-Amerikának édesvizű patakjaiban és folyóiban élnek.

## Megjelenésük
Aránylag rövid nyakuk oldalra fordítható és a teknőkbe teljesen visszahúzható

## Életmódjuk
Minden fajuk nagyon falánk ragadozó, melyek a többi vízi teknősökhöz hasonlóan hal- és békahússal, békaporontyokkal, gilisztákkal és vízi csigákkal táplálkoznak.

## Rendszerezés
A családba az alábbi 2 alcsalád, 5 nem és  24 faj tartozik

### Pelomedusinae
A  Pelomedusinae alcsaládba az alábbi 2 nem tartozik
- Pelomedusa (Wagler, 1830) – 1 faj
  - merevmellű sisakteknős (Pelomedusa subrufa)

- Pelusios (Wagler, 1830) – 15 faj
  - Adanson-sisakteknős (Pelusios adansoni)
  - botswanai sisakteknős (Pelusios bechuanicus)
  - Broadley-sisakteknős (Pelusios broadleyi)
  - kongói sisakteknős (Pelusios carinatus)
  - barna sisakteknős (Pelusios castaneus)
  - barnás sisakteknős (Pelusios castanoides)
  - zairei sisakteknős (Pelusios chapini)
  - csíkos sisakteknős (Pelusios gabonensis)
  - törpe sisakteknős (Pelusios nanus)
  - fekete sisakteknős (Pelusios niger)
  - változékony sisakteknős (Pelusios rhodesianus)
  - Seychelle-sisakteknős (Pelusios seychellensis) - kihalt
  - sötét sisakteknős (Pelusios subniger)
  - upembai sisakteknős (Pelusios upembae)
  - Williams-sisakteknős (Pelusios williamsi)

### Podocneminae
A  Podocneminae alcsaládba az alábbi 3 nem tartozik. Egyes rendszerek szerint önálló család folyamteknősfélék (Podocnemididae) néven
- Podocnemis (Wagler, 1830) – 6 faj 
  - vörösfejű folyamteknős (Podocnemis erythrocephala)
  - Arrau-folyamteknős (Podocnemis expansa)
  - simaszájú folyamteknős (Podocnemis lewyana)
  - hatdudoros folyamteknős (Podocnemis sextuberculata)
  - Terekay-folyamteknős (Podocnemis unifilis)
  - orinokói folyamteknős (Podocnemis vogli)

- Erymnochelys (Baur, 1888) – 1 faj
  - madagaszkári folyamteknős (Erymnochelys madagascariensis)

- Peltocephalus (Duméril & Bibron, 1835) – 1 faj
  - Duméril-folyamteknős (Peltocephalus dumerilianus)